# Thagria fryeri
Thagria fryeri är en insektsart som beskrevs av William Lucas Distant 1918. Thagria fryeri ingår i släktet Thagria och familjen dvärgstritar. Inga underarter finns listade i Catalogue of Life.